# Marcel Blistène
Marcel Blitstein, dit Blistène, est un réalisateur français, né le 3 juin 1911 à Paris et mort le 2 août 1991 à Grasse.

## Biographie
Né en 1911, journaliste puis assistant réalisateur, il devient réalisateur de films pendant une douzaine d'années après la Seconde Guerre mondiale. Il réalise ainsi en 1945 Étoile sans lumière dont il a écrit le scénario pour Édith Piaf qui marque ce film de sa présence de comédienne (et chanteuse, interprétant quelques chansons). Il y révèle la personnalité, à la fois pathétique et gouailleuse, de cette chanteuse. Le film compte également parmi les acteurs Yves Montand et Serge Reggiani. C'est un succès. 
Il réalise ensuite Macadam sous la supervision et la direction artistique de Jacques Feyder. Puis il se lance dans différents genres cinématographiques tels que la comédie policière (Rapide dans la nuit, sorti en 1948), la biographie (Le Sorcier du ciel, en 1949, consacré à Jean-Marie Vianney, curé d'Ars), la comédie burlesque (Bibi Fricotin, sorti en 1951), la comédie de caractère (Cet âge est sans pitié, sorti en 1952), l'étude de mœurs (Le Feu dans la peau, sorti en 1954, et Gueule d'ange, sorti en 1955), ou encore le drame psychologique (Sylviane de mes nuits, sorti en 1957). En 1958, il tourne à nouveau un film avec Edith Piaf, Les Amants de demain, sur un scénario de Pierre Brasseur. À partir de 1958, il ne tourne plus que pour la télévision.
Il meurt 2 août 1991 par hydrocution, âgé de quatre-vingts ans.
Il est le père du directeur de musée et conservateur Bernard Blistène et de l'avocat et écrivain François Blistène.

## Filmographie

### Réalisateur
- 1946 : Étoile sans lumière
- 1946 : Macadam
- 1949 : Rapide de nuit
- 1949 : Le Sorcier du ciel
- 1951 : Bibi Fricotin
- 1952 : Cet âge est sans pitié
- 1953 : Le Feu dans la peau
- 1955 : Gueule d'ange
- 1957 : Sylviane de mes nuits
- 1959 : Les Amants de demain

### Scénariste
- 1946 : Étoile sans lumière
- 1953 : Le Feu dans la peau
- 1955 : Gueule d'ange
- 1957 : Sylviane de mes nuits

### Producteur
- 1957 : Sylviane de mes nuits